# Södervärnsskolan
Södervärnsskolan var en folkskola med småskola på Södervärn i Malmö, invigd 1926, från 1962 med högstadium.
Byggnaden ritades 1924 av arkitekterna August Ewe och Carl Melin. 1984 gjordes en stor tillbyggnad.
1977 blev skolan en ren lågstadieskola. 1979 kompletterade vårdgymnasiet, följt av Vårdhögskolan 1985 när de sista lågstadieklasserna flyttat ut. Vårdgymnasiet flyttade vidare till Pildammsskolan 1994. Idag (2025) bedrivs kommunal vuxenutbildning och svenskundervisning för invandrare i byggnaden.